# The Terraformers
The Terraformers é um romance de ficção científica de Annalee Newitz, publicado em 31 de janeiro de 2023. O ambientalismo é um tema importante.

## Trama
Ambientado 60.000 anos no futuro, The Terraformers traça o desenvolvimento de um planeta privado terraformado ao longo de 1.000 anos. Escravos de uma corporação imobiliária interestelar, Verdance, transformaram o planeta Sask-E, de um deserto anóxico em um planeta rico em oxigênio, habitável pelo H. sapiens. Destry, membro de uma equipe dedicada a continuar a transformação do planeta, descobre Spider, uma cidade subterrânea secreta fundada por escravos fugitivos que escolheram não se extinguir há 10.000 anos. Os moradores da cidade incluem um conjunto diversificado de pessoas, incluindo robôs, gatos, vacas, ratos-toupeira, alces, castores e os arqueanos H. diversus, que não respiram oxigênio, descendentes dos primeiros terraformadores. A equipe de Destry ajuda secretamente a resolver um problema de escassez de água redirecionando um rio usando uma erupção de lava artificial. Eles observam que a erupção foi controlada por humanos bot que viviam no manto. Essas pessoas também escolheram não se extinguir e continuar a manter as faixas, infraestrutura de placas tectônicas artificiais de uma fase inicial de terraformação. Ao descobrir que as fitas ainda existem, Verdance declara guerra ao Aranha, disparando lasers orbitais. Funcionários da Verdance se rebelam. Destry consegue forçar Verdance a assinar um tratado, concedendo a Spider soberania limitada sob a ameaça das fitas.
700 anos depois, uma nova equipe composta por moradores de Spider (um Archaean chamado Sulfur e um robô) e funcionários de Verdance (uma vaca e um H. sapiens) são encarregados de realizar uma pesquisa ambiental e criar um plano planetário de transporte público intermunicipal para Verdance e o maior proprietário de terras, Emerald. Eles visitam vários assentamentos e observam que tanto Verdance quanto Emerald pretendem manter Sask-E um planeta privado, prejudicando todos os serviços públicos em favor dos privados. Em protesto, a equipe recomenda estabelecer uma comunidade de pessoas autônomas em trens antigravidade sob a soberania do Spider como a melhor solução de longo prazo para fornecer transporte. Emerald aprova o plano, ignorando as implicações de soberania. Bioengenheiros de aranhas criam os primeiros trens.
904 anos depois, Scrubjay, um membro da cooperativa de trabalhadores da Flying Train Fleet, faz amizade com Moose, um gato jornalista sem-teto, que está investigando a fundo a proprietária monopolista de terras da Sask-E, Emerald. Moose ensina Scrubjay sobre protestos para tornar Sask-E um planeta público em resposta aos problemas generalizados de gentrificação. Eles ajudam a evacuar refugiados expulsos por ataques orbitais letais disparados pela Emerald para limpar suas cidades de não- H. sapiens não escravizados. Scrubjay e Moose descobrem documentos legais antigos que provam que a Emerald fraudou clientes imobiliários cobrando taxas de licença para sequências do genoma de H. sapiens de domínio público. Eles também descobrem que a aprovação da Emerald para a comunidade ferroviária autônoma também desqualifica Sask-E do status de planeta privado no governo interestelar. Spider e a Frota de Trens Voadores votam para não ativar as fitas em resposta aos ataques orbitais e solicitam o reconhecimento do governo interestelar mais amplo como governos de um planeta público.

## Desenvolvimento e escrita
Newitz se inspirou para escrever The Terraformers depois de pensar em como histórias fictícias poderiam transmitir mensagens relacionadas a crises ambientais atuais, como as mudanças climáticas. Eles dividiram o livro em três seções separadas por um período de várias centenas de anos cada, o que disseram ao The Stranger para que pudessem rastrear todo o processo de terraformação. O processo de terraformação que eles descrevem no livro foi fortemente influenciado por sua própria experiência como jornalista científico e por entrevistas com cientistas da área.

## Histórico de publicação
The Terraformers foi publicado em 31 de janeiro de 2023 pela Tor Publishing.

## Recepção
The Terraformers foi recebido positivamente pelos críticos do livro. Paul Di Filippo, escrevendo no The Washington Post, descreveu o livro como tendo "ideias e incidentes suficientes para povoar meia dúzia de livros menores de ficção científica", elogiando a prosa de Newitz. Uma crítica de Mark Athitakis no Los Angeles Times descreveu positivamente a mensagem otimista do romance, mas criticou Newitz pelo que ele considerou uma prosa confusa.
Uma crítica estrelada na Publishers Weekly elogiou o livro, fazendo comparações entre Newitz e outros escritores de ficção científica, Becky Chambers e Samuel R. Delany. Leah von Essen, da Booklist, elogiou Newitz por seu senso de humor e pelos "momentos puros de alegria" espalhados pela prosa. O Library Journal e o BookPage publicaram críticas positivas, com o primeiro descrevendo o livro como "incrivelmente emocional e cheio de ação" e o último comentando que Newitz foi capaz de comentar sobre questões sociais sem fazer o leitor se sentir "sermão, entediado ou desconectado" da narrativa. O romance foi indicado ao Prêmio Nebula de Melhor Romance de 2024.